# Amedeo Bocchi
Pour les articles homonymes, voir Bocchi.
Amedeo Bocchi (Parme, 24 août 1883 - Rome, 16 décembre 1976) est un peintre italien qui fut actif au XXe siècle.

## Biographie
Amedeo Bocchi a été l'élève du peintre Cecrope Barilli auprès du Regio Istituto d'Arte de Parme. Il compléta d'abord sa formation artistique à Rome où en 1902, il fréquenta La libre Académie du nu de Rome et enfin à Padoue auprès d'Achille Casanova qui lui apprit la technique de la fresque.
En 1910, il exposa pour la première fois à la Biennale de Venise et en 1926 il obtint le premier prix de Portrait féminin à Monza.
La ville de Parme lui a consacré un musée au Palazzo Sanvitale retraçant toute sa carrière artistique.

## Œuvres
- Décoration à fresque, Cassa di Risparmio,Padoue.
- Niccolina con chitarra (1917)
- Barca nella Palude Pontina (1920)
- Capanne nella Palude Pontina (1920)
- Ritratto di Bianca (1933)
- Natura morta con Aragosta (1959)
- Nudo femminile (1970)
- Nudo femminile con gatto (1973)

Galerie Ricci Oddi, Plaisance  :
- I pescatori (1921),
- La colazione del mattino (1919), huile sur toile de 125 × 181 cm
- Pescatori delle Paludi Pontine (1920), huile sur toile 131 × 221 cm
- A sera sui gradini della Cattedrale (1920), huile sur toile de 125 × 242 cm
- Entrata nel porto canale di Terracina (1930), huile sur toile de 42,5 × 65 cm
- Ponte Maggiore a Terracina (1930), huile sur toile de 42,5 × 65 cm

Galleria Comunale d'Arte Moderna e Contemporanea, Rome :
- Nel Parco (1919)

Galerie nationale d'art moderne, Rome  :
- Bianca e Niccolina (1919)
- Bianca con cappello (1923)
- Autoritratto con Bianca (1933)

Accademia di San Luca, Rome :
- Bianca con gonna verde (1925)
- Bianca con gonna bianca (1924)
- Autoritratto (1935)

Commune de Florence :
- La convalescente (1922)

Galleria Nazionale :
- Bianca bambina (1912)
- Ritratto del fratello Nando (1913)
- Fanciulla in viola (1913)
- La saggia (1916)
- La colta (1916)
- La folle (1916)
- Pensando alle teorie di Newton (1976)
- Viaggio di un'anima (1935)

Pinacothèque Stuard, Parme :
- Fior di Loto (1905)

Museo Amedeo Bocchi, Parme

## Sources
- (it) Cet article est partiellement ou en totalité issu de l’article de Wikipédia en italien intitulé « Amedeo Bocchi » (voir la liste des auteurs).